# Kabinet-Poul Nyrup Rasmussen I
Het kabinet-Poul Nyrup Rasmussen I was de regering van het Koninkrijk Denemarken van 25 januari 1993 tot 28 september 1994.

## Kabinet-Poul Nyrup Rasmussen I (1993–1994)
| Ambtsbekleder                     | Ambtsbekleder         | Ambtsbekleder                     | Functie                                                | Ambtstermijn     | Ambtstermijn      | Partij |
| --------------------------------- | --------------------- | --------------------------------- | ------------------------------------------------------ | ---------------- | ----------------- | ------ |
|                                   | Poul Nyrup Rasmussen  | Poul Nyrup Rasmussen (1943)       | Premier                                                | 25 januari 1993  | 27 november 2001  | SD     |
|                                   |                       | Birte Weiss (1941)                | Minister van Binnenlandse Zaken                        | 25 januari 1993  | 20 oktober 1997   | SD     |
|                                   | Niels Helveg Petersen | Niels Helveg Petersen (1939–2017) | Minister van Buitenlandse Zaken                        | 25 januari 1993  | 20 december 2000  | RV     |
|                                   | Mogens Lykketoft      | Mogens Lykketoft (1946)           | Minister van Financiën                                 | 25 januari 1993  | 20 december 2000  | SD     |
|                                   |                       | Pia Gjellerup (1959)              | Minister van Justitie                                  | 25 januari 1993  | 30 maart 1993     | SD     |
|                                   |                       | Erling Olsen (1927–2011)          | Minister van Justitie                                  | 30 maart 1993    | 28 september 1994 | SD     |
|                                   | Marianne Jelved       | Marianne Jelved (1943)            | Minister van Economische Zaken                         | 25 januari 1993  | 27 november 2001  | RV     |
|                                   |                       | Mimi Jakobsen (1948)              | Minister van Industrie en Handel                       | 25 januari 1993  | 30 december 1996  | CD     |
|                                   | Hans Hækkerup         | Hans Hækkerup (1945–2013)         | Minister van Defensie                                  | 25 januari 1993  | 20 december 2000  | SD     |
|                                   |                       | Torben Lund (1950)                | Minister van Volksgezondheid                           | 25 januari 1993  | 28 september 1994 | SD     |
|                                   |                       | Karen Jespersen (1947)            | Minister van Sociale Zaken                             | 25 januari 1993  | 28 januari 1993   | SD     |
|                                   |                       | Bente Juncker (1944)              | Minister van Sociale Zaken                             | 28 januari 1993  | 12 februari 1994  | CD     |
|                                   |                       | Yvonne Herløv Andersen (1942)     | Minister van Sociale Zaken                             | 12 februari 1994 | 28 september 1994 | CD     |
|                                   |                       | Jytte Andersen (1942)             | Minister van Arbeid                                    | 25 januari 1993  | 24 maart 1998     | SD     |
|                                   |                       | Ole Vig Jensen (1936–2016)        | Minister van Onderwijs                                 | 25 januari 1993  | 24 maart 1998     | RV     |
|                                   |                       | Svend Bergstein (1941–2014)       | Minister van Hoger Onderwijs Wetenschap en Technologie | 25 januari 1993  | 28 januari 1994   | CD     |
|                                   |                       | Arne Oluf Andersen (1939)         | Minister van Hoger Onderwijs Wetenschap en Technologie | 28 januari 1994  | 28 september 1994 | CD     |
| Minister voor Godsdienst          | 25 januari 1993       | Arne Oluf Andersen (1939)         |                                                        |                  | 28 september 1994 | CD     |
|                                   |                       | Helge Mortensen (1941)            | Minister van Transport                                 | 25 januari 1993  | 28 januari 1994   | SD     |
|                                   |                       | Jan Trøjborg (1955–2012)          | Minister van Transport                                 | 28 januari 1994  | 30 december 1996  | SD     |
|                                   |                       | Flemming Kofod- Svendsen (1944)   | Minister van Huisvesting                               | 25 januari 1993  | 28 september 1994 | KD     |
| Minister voor Noorse Samenwerking |                       | Flemming Kofod- Svendsen (1944)   |                                                        | 25 januari 1993  | 28 september 1994 | KD     |
|                                   |                       | Bjørn Westh (1944)                | Minister van Landbouw en Visserij                      | 25 januari 1993  | 28 september 1994 | SD     |
|                                   |                       | Jann Sjursen (1963)               | Minister van Klimaat en Energie                        | 25 januari 1993  | 28 september 1994 | KD     |
|                                   | Svend Auken           | Svend Auken (1943–2009)           | Minister van Milieu                                    | 25 januari 1993  | 27 november 2001  | SD     |
|                                   | Jytte Hilden          | Jytte Hilden (1942)               | Minister van Cultuur                                   | 25 januari 1993  | 30 december 1996  | SD     |
|                                   | Ole Stavad            | Ole Stavad (1949)                 | Minister voor Belastingen                              | 25 januari 1993  | 1 november 1994   | SD     |
|                                   | Helle Degn            | Helle Degn (1946)                 | Minister voor Ontwikkelings- samenwerking              | 25 januari 1993  | 28 september 1994 | SD     |

Kristensen ·
Hedtoft I ·
Hedtoft II ·
Eriksen ·
Hedtoft III ·
Hansen I ·
Hansen II ·
Kampmann I ·
Kampmann II ·
Krag I ·
Krag II ·
Baunsgaard ·
Krag III ·
Jørgensen I ·
Hartling ·
Jørgensen II ·
Jørgensen III ·
Jørgensen IV ·
Jørgensen V ·
Schlüter I ·
Schlüter II ·
Schlüter III ·
Schlüter IV ·
P.N. Rasmussen I ·
P.N. Rasmussen II ·
P.N. Rasmussen III ·
P.N. Rasmussen IV ·
A.F. Rasmussen I ·
A.F. Rasmussen II ·
A.F. Rasmussen III ·
L.L. Rasmussen I ·
Thorning-Schmidt I ·
Thorning-Schmidt II ·
L.L. Rasmussen II ·
L.L. Rasmussen III ·
Frederiksen I ·
Frederiksen II